# Magnago
Magnago (Magnagu in dialetto magnaghese, AFI: [maˈɲɑɡu]) è un comune italiano di 9 516 abitanti della città metropolitana di Milano in Lombardia. Situato a nord-ovest del capoluogo, nell'Alto Milanese, ha una sola frazione, Bienate.

## Storia

### Simboli
Lo stemma e il gonfalone sono stati concessi con DPR del 14 novembre 1978.
Nello stemma sono state inseriti l'ingranaggio e il ramo di cotone per rappresentare l'attività economica prevalente sul territorio: la lavorazione del cotone. 
Il gonfalone è un drappo partito di bianco e di azzurro

## Società

### Evoluzione demografica
Negli ultimissimi anni la popolazione di Magnago ha registrato un boom dovuto all'incremento di persone della zona che decidono di stabilirsi nel comune. Il motivo è da ricercarsi nel prezzo degli immobili, inferiore a quello dei comuni limitrofi a causa della dimensione prettamente provinciale del comune: circondato da vere e proprie cittadine (e confinante con la città di Busto Arsizio) che offrono molti servizi e da comuni ugualmente piccoli ma con un maggior numero di servizi (specialmente quelli di trasporto pubblico), Magnago offre meno al cittadino e perciò i prezzi degli immobili risultano essere meno proibitivi. La conseguenza diretta di tale fenomeno è un boom edilizio residenziale.
Abitanti censiti

## Amministrazione
Dal 13 giugno 2022 il comune di Magnago è amministrato da "Insieme per Magnago e Bienate". Il sindaco è Dario Candiani.

## Sport
Ha sede nel comune sia la società di calcio Accademia BMV, che milita in Eccellenza lombarda, sia dal 2017 la squadra ciclistica UAE Emirates .